# Saint-Lyphard

Saint-Lyphard este o comună în departamentul Loire-Atlantique, Franța. În 2009 avea o populație de 4,265 de locuitori.